# Julie Halardová-Decugisová
Julie Halardová-Decugisová (* 10. září 1970 Versailles) je bývalá francouzská profesionální tenistka a světová jednička v ženské čtyřhře, když na čele světové klasifikace v roce 2000 strávila čtrnáct týdnů. Ve své kariéře vyhrála na okruhu WTA Tour dvanáct singlových a patnáct deblových turnajů. V rámci okruhu ITF získala dva tituly ve dvouhře a dva ve čtyřhře.
Na žebříčku WTA byla ve dvouhře nejvýše klasifikována v únoru 2000 na 7. místě a ve čtyřhře pak v září téhož roku na 1. místě jako první Francouzka v otevřené éře tenisu. Od roku 1989 ji trénoval Arnaud Decugis.
Na nejvyšší grandslamové úrovni si připsala titul v ženské čtyřhře US Open 2000, když spolu s Japonkou Ai Sugijamovou ve finále porazily zimbabwsko-ruskou dvojici Cara Blacková a Jelena Lichovcevová poměrem 6–0, 1–6 a 6–1. Stejný rok odešly jako poražené finalistky ze wimbledonské čtyřhry po porážce od sester Sereny a Venus Williamsových 3–6 a 2–6.

## Týmové soutěže
Ve francouzském fedcupovém týmu debutovala v roce 1990 utkáním Světové skupiny proti Tchaj-wanu, v němž vyhrála dvouhru nad Su-lin Laiovou a dopomohla k francouzské výhře 3:0 na zápasy. Pětkrát – v letech 1993, 1994, 1995, 1996 a 1998, byla členkou družstva, které se probojovalo do semifinále Fed Cupu. V soutěži nastoupila k devatenácti mezistátním utkáním s bilancí 13–10 ve dvouhře a 9–3 ve čtyřhře.
Francii reprezentovala na barcelonských Hrách XXV. olympiády, kde v ženské dvouhře v roli patnácté nasazené překvapivě prohrála ve druhém kole s nizozemskou kvalifikantkou Nicolou Munsovou-Jagermanovou po dvou nezvládnutých tiebreacích. O osm let později se zúčastnila také Letních olympijských her 2000 v Sydney, kde z pozice náhradnice došla v singlové soutěži do třetího kola, kde ji zastavila rakouská turnajová dvanáctka Barbara Schettová. V ženské čtyřhře vytvořila favorizovaný, první nasazený pár, s Amélií Mauresmovou. Na turnaji hrála jako úřadující deblová světová jednička. Ve čtvrtfinále však Francouzky skončily na raketách pozdějších olympijských vítězek Sereny a Venus Williamsových.
Zemi galského kohouta také dvakrát zastupovala na Hopmanově poháru s celkovou bilancí utkání 2–3 ve dvouhře a 3–1 ve smíšené čtyřhře. Poprvé se účastnila po boku Henriho Leconta v roce 1992, kde po výhře nad Švédskem odešli poraženi ve čtvrtfinále s Německem 1:2. Podruhé přijela do Perthu na Hopman Cup 1995 v páru s Jeanem-Philippem Fleurianem. Tým postoupil po vyřazení Nizozemska a Španělska do semifinále, kde byli nad jeho síly opět němečtí reprezentanti poměrem 1:2 na zápasy.

## Tenisová kariéra
V juniorském tenisu vyhrála dvouhru na French Open 1988, když zdolala Američanku Andreu Farleyovou, 6–2, 4–6 a 7–5. Z boje o titul ve Wimbledonu 1987 pak odešla jako poražená finalistka poté, co ji zastavila sovětská reprezentantka Nataša Zverevová.
Do profesionálního tenisu vstoupila v červnu 1987. Triumfem na travnatém rosmalenském turnaji 1998 se stala dvacátou tenistkou otevřené éry, která vyhrála singlové tituly na všech površích. „Double“ – vítězství ve dvouhře i čtyřhře, dosáhla na thajském Pattaya Women's Open 1998. Mezi elitní světovou desítku žebříčku WTA pronikla poprvé v srpnovém vydání 1999, a to jako pátá Francouzka v historii po Françoise Dürrové, Mary Pierceové, Nathalie Tauziatové a Sandrine Testudové. Během sezóny 1999 získala dva vavříny, a to na aucklandském ASB Classic a na travnatém DFS Classic v Birminghamu. Od 15. listopadu do 9. ledna 2000 byla s krajankami Nathalií Tauziatovou, Amélií Mauresmovou a Mary Pierceovou součástí elitní světové desítky, což znamenalo první účast čtyř francouzských hráček v Top 10 současně.

### 2000
S profesionální kariérou se rozloučila v sezóně 2000. Podruhé v kariéře se probojovala do čtvrtfinále Australian Open, kde z pozice deváté nasazené uhrála na pozdější vítězku Lindsay Davenportou jen tři gamy. Bodový zisk ji v únoru vynesl na kariérní maximum, když figurovala na 7. příčce světové klasifikace. V červnu získala druhou trofej z události Tier II na travnatém International Women's Open v Eastbourne. Na wimbledonském pažitu pak se Sugijamovou prošly do finále čtyřhry žen, v níž nestačily na sestry Williamsovy.
V den 30. narozenin vybojovala svůj jediný profesionální grandslamový titul, když po boku Japonky Ai Sugijamové opanovaly US Open 2000. Jednalo se o její poslední grandslam v kariéře. Devět dalších vyhraných turnajů ze čtyřhry v sezóně 2000 (pět se Sugijamovou), a čtvrtfinálové účasti na Australian Open a French Open, znamenaly, že se po newyorském majoru 11. září stala novou deblovou světovou jedničkou – první Francouzkou v otevřené éře.
Na obou říjnových turnajích konaných v Tokiu se probojovala do svých závěrečných finále kariéry. V prvním z nich na Tokyo Princess Cupu podlehla favorizované Sereně Williamsové. Navazující týden porazila na Japan Open Tennis Championships americkou obhájkyni titulu Amy Frazierovou, když dokázala odvrátit tři mečboly. Na této události získala druhý „double“ poté, co se Ai Sugijamovou triumfovaly i ve čtyřhře.

### Turnaj mistryň
Ve dvouhře odehrála čtyři a ve čtyřhře tři ročníky Turnaje mistryň.
V singlové soutěži ji v roce 1991 na úvod deklasovala nejvýše nasazená Jugoslávka Monika Selešová 6–0 a 6–1. Roku 1994 v prvním kole překvapivě porazila turnajovou dvojku Arantxu Sánchezovou Vicariovou až v tiebreaku rozhodující sady, aby poté nenašla recept na Gabrielu Sabatiniovou. Potřetí se kvalifikovala jako osmá nasazená na ročník 1999, kde ji však v úvodním duelu hladce zastavila Němka Anke Huberová po setech 1–6 a 2–6. Roku 2000 pak v prvním kole skončila na raketě Švýcarky Martiny Hingisové.
Deblovou soutěž si poprvé zahrála s krajankou Nathalií Tauziatovou v roce 1994, kde prohrály s americkým párem Patty Fendicková a Meredith Mcgrathová. Se stejnou spoluhráčkou nestačily v roce 1995 na argentinsko-nizozemskou dvojici Gabriela Sabatini a Brenda Schultzová. V roli turnajových jedniček pak po boku Ai Sugiajomové přijížděly na šampionát v ročníku 2000, kde je však v prvním kole vyřadil belgický pár Els Callensová a Dominique Van Roostová. Ve čtyřhře nevyhrála na této události žáfné utkání.

## Soukromý život
Narodila se roku 1970 ve Versailles do rodiny lékaře Jacquese a hospodyně Nicole Halardových. Má dva starší bratry. Tenis začala hrát v sedmi letech. V první fázi profesionální kariéry žila v La Baule odkud se později přestěhovala do švýcarského Pully.
Za osobního trenéra Arnauda Decugise se vdala 22. září 1995. Od sňatku používá dvojité příjmení Halard-Decugis. Manžel je vzdáleným příbuzným, prasynovcem, osminásobného šampióna French Open Maxe Decugise. Do manželství se narodila dcera Camille (nar. 10. února 2002) a  druhý potomek přišel na svět v červenci 2003.
V době několikaměsíčního zranění se věnovala především malbě. Stala se také iniciátorkou jmenování Yannicka Noaha do funkce nehrajícího kapitána francouzského fedcupového týmu. Na této pozici působil v letech 1997 a 1998. Po skončení kariéry komentovala televizní tenisové přenose.

## Finálové účasti na Grand Slamu

### Ženská čtyřhra: 2 (1–1)
| Stav       | Rok  | Turnaj    | Povrch | Spoluhráčka   | Soupeřky ve finále                   | Výsledek      |
| ---------- | ---- | --------- | ------ | ------------- | ------------------------------------ | ------------- |
| Vítězka    | 2000 | US Open   | tvrdý  | Ai Sugijamová | Cara Blacková Jelena Lichovcevová    | 6–0, 1–6, 6–1 |
| Finalistka | 2000 | Wimbledon | tráva  | Ai Sugijamová | Serena Williamsová Venus Williamsová | 6–3, 6–2      |

## Finálové účasti na turnajích WTA Tour
| Legenda                                               |
| ----------------------------------------------------- |
| D – dvouhra; Č – čtyřhra                              |
| Grand Slam (1–1 Č)                                    |
| WTA Tour Championships (0)                            |
| Tier I / Premier Mandatory & Premier 5 (0–1 D; 2–2 Č) |
| Tier II / Premier (2–3 D; 6–4 Č)                      |
| Tier III, IV & V / International (10–5 D; 6–3 Č)      |

### Dvouhra: 21 (12–9)

#### Vítězka
| Č.  | Datum              | Turnaj                         | Povrch      | Finalistka          | Výsledek      |
| --- | ------------------ | ------------------------------ | ----------- | ------------------- | ------------- |
| 1.  | 21. října 1991     | San Juan, Portoriko            | tvrdý       | Amanda Coetzerová   | 7–5, 7–5      |
| 2.  | 27. dubna 1992     | Taranto, Itálie                | antuka      | Emanuela Zardová    | 6–0, 7–5      |
| 3.  | 25. dubna 1994     | Taranto, Itálie                | antuka      | Irina Spîrleaová    | 6–2, 6–3      |
| 4.  | 8. května 1995     | Praha, Česko                   | antuka      | Ludmila Richterová  | 6–4, 6–4      |
| 5.  | 8. ledna 1996      | Hobart, Austrálie              | tvrdý       | Mana Endová         | 6–1, 6–2      |
| 6.  | 12. února 1996     | Paříž, Francie                 | koberec (h) | Iva Majoliová       | 7–5, 7–64     |
| 7.  | 15. června 1996    | Rosmalen, Nizozemsko           | tráva       | Miriam Oremansová   | 6–3, 6–4      |
| 8.  | 16. listopadu 1998 | Pattaya, Thajsko               | tvrdý       | Li Fang             | 6–1, 6–2      |
| 9.  | 4. ledna 1999      | Auckland, Nový Zéland          | tvrdý       | Dominique Monamiová | 6–4, 6–1      |
| 10. | 7. června 1999     | Birmingham, Spojené království | tráva       | Nathalie Tauziatová | 6–2, 3–6, 6–4 |
| 11. | 19. června 2000    | Eastbourne, Spojené království | tráva       | Dominique Monamiová | 7–64, 6–4     |
| 12. | 9. října 2000      | Tokio, Japonsko                | tvrdý       | Amy Frazierová      | 5–7, 7–5, 6–4 |

#### Finalistka
| Č. | Datum           | Turnaj                     | Povrch      | Vítězka             | Výsledek  |
| -- | --------------- | -------------------------- | ----------- | ------------------- | --------- |
| 1. | 5. října 1987   | Athény, Řecko              | antuka      | Katerina Malejevová | 6–0, 6–1  |
| 2. | 5. srpna 1991   | Albuquerque, Spojené státy | tvrdý       | Gigi Fernándezová   | 6–0, 6–2  |
| 3. | 14. února 1994  | Paříž, Francie             | koberec (h) | Martina Navrátilová | 7–5, 6–3  |
| 4. | 26. února 1996  | Linec, Rakousko            | koberec (h) | Sabine Appelmansová | 6–2, 6–4  |
| 5. | 18. května 1998 | Štrasburk, Francie         | antuka      | Irina Spîrleaová    | 7–65, 6–3 |
| 6. | 26. dubna 1999  | Bol, Chorvatsko            | antuka      | Corina Morariuová   | 6–2, 6–0  |
| 7. | 10. května 1999 | Berlín, Německo            | antuka      | Martina Hingisová   | 6–0, 6–1  |
| 8. | 9. srpna 1999   | Los Angeles, Spojené státy | tvrdý       | Serena Williamsová  | 6–1, 6–4  |
| 9. | 2. října 2000   | Tokio, Japonsko            | tvrdý       | Serena Williamsová  | 7–5, 6–1  |

### Čtyřhra: 25 (15–10)

#### Vítězka
| Č.  | Datum              | Turnaj      | Povrch      | Spoluhráčka             | Finalistky                             | Výsledek       |
| --- | ------------------ | ----------- | ----------- | ----------------------- | -------------------------------------- | -------------- |
| 1.  | 8. srpna 1994      | Los Angeles | tvrdý       | Nathalie Tauziatová     | Jana Novotná Lisa Raymondová           | 6–1, 0–6, 6–1  |
| 2.  | 19. září 1994      | TokIo       | tvrdý       | Arantxa Sánchez Vicario | Amy Frazierová Rika Hirakiová          | 6–1, 0–6, 6–1  |
| 3.  | 1. ledna 1996      | Auckland    | tvrdý       | Els Callensová          | Jill Hetheringtonová Kristine Kunceová | 6–0, 6–1       |
| 4.  | 8. června 1998     | Birmingham  | tráva       | Els Callensová          | Lisa Raymondová Rennae Stubbsová       | 2–6, 6–4, 6–4  |
| 5.  | 16. listopadu 1998 | Pattaya     | tvrdý       | Els Callensová          | Rika Hirakiová Aleksandra Olszová      | 3–6, 6–2, 6–2  |
| 6.  | 3. ledna 2000      | Gold Coast  | tvrdý       | Anna Kurnikovová        | Sabine Appelmansová Rita Grandeová     | 6–3, 6–0       |
| 7.  | 10. ledna 2000     | Sydney      | tvrdý       | Ai Sugijamová           | Martina Hingisová Mary Pierceová       | 6–0, 6–3       |
| 8.  | 7. února 2000      | Paříž       | koberec (h) | Sandrine Testudová      | Émilie Loitová Åsa Svenssonová         | 3–6, 6–3, 6–4  |
| 9.  | 20. března 2000    | Miami       | tvrdý       | Ai Sugijamová           | Nicole Arendtová Manon Bollegrafová    | 4–6, 7–5, 6–4  |
| 10. | 1. května 2000     | Bol         | antuka      | Corina Morariuová       | Tina Križanová Katarina Srebotniková   | 6–2, 6–2       |
| 11. | 21. srpna 2000     | New Haven   | tvrdý       | Ai Sugijamová           | Virginia Ruano Pascual Paola Suárezová | 6–4, 5–7, 6–2  |
| 12. | 28. srpna 2000     | US Open     | tvrdý       | Ai Sugijamová           | Cara Blacková Jelena Lichovcevová      | 6–0, 1–6, 6–1  |
| 13. | 2. října 2000      | Tokio       | tvrdý       | Ai Sugijamová           | Nana Mijagiová Paola Suárezová         | 6–0, 6–2       |
| 14. | 9. října 2000      | Tokio       | tvrdý       | Corina Morariuová       | Tina Križanová Katarina Srebotniková   | 6–1, 6–2       |
| 15. | 23. října 2000     | Moskva      | koberec (h) | Ai Sugijamová           | Martina Hingisová Anna Kurnikovová     | 4–6, 6–4, 7–65 |

#### Finalistka
| Č.  | Datum           | Turnaj       | Povrch      | Spoluhráčka         | Vítězky                                   | Výsledek      |
| --- | --------------- | ------------ | ----------- | ------------------- | ----------------------------------------- | ------------- |
| 1.  | 16- září 1991   | Paříž        | antuka      | Alexia Dechaumeová  | Petra Langrová Radka Zrubáková            | 6–4, 6–4      |
| 2.  | 18. dubna 1994  | Barcelona    | antuka      | Nathalie Tauziatová | Larisa Neilandová Arantxa Sánchez Vicario | 6–2, 6–4      |
| 3.  | 12. února 1996  | Paříž        | koberec (h) | Nathalie Tauziatová | Kristie Boogertová Jana Novotná           | 6–4, 6–3      |
| 4.  | 4. března 1996  | Indian Wells | tvrdý       | Nathalie Tauziatová | Chanda Rubinová Brenda Schultzová         | 6–1, 6–4      |
| 5.  | 15. září 1997   | Tokio        | tvrdý       | Chanda Rubinová     | Monika Selešová Ai Sugijamová             | 6–1, 6–0      |
| 6.  | 5. ledna 1998   | Auckland     | tvrdý       | Janette Husárová    | Nana Mijagiová Tamarine Tanasugarnová     | 7–61, 6–4     |
| 7.  | 12. ledna 1998  | Hobart       | tvrdý       | Janette Husárová    | Virginia Ruano Pascual Paola Suárezová    | 7–66, 6–3     |
| 8.  | 18. října 1999  | Moskva       | koberec (h) | Anke Huberová       | Lisa Raymondová Rennae Stubbsová          | 6–0, 6–1      |
| 9.  | 26. června 2000 | Wimbledon    | tráva       | Ai Sugijamová       | Serena Williamsová Venus Williamsová      | 6–3, 6–2      |
| 10. | 14. srpna 2000  | Montréal     | tvrdý       | Ai Sugijamová       | Martina Hingisová Nathalie Tauziatová     | 6–3, 3–6, 6–4 |

## Finále na juniorce Grand Slamu

### Dvouhra juniorek: 2 (1–1)
| Stav       | Rok  | Turnaj      | Povrch | Soupeřka ve finále | Výsledek      |
| ---------- | ---- | ----------- | ------ | ------------------ | ------------- |
| Vítězka    | 1988 | French Open | antuka | Andrea Farleyová   | 6–2, 4–6, 7–5 |
| Finalistka | 1987 | Wimbledon   | tráva  | Nataša Zverevová   | 4–6, 4–6      |

## Chronologie výsledků na Grand Slamu

### Čtyřhra
| Turnaj              | 1987 | 1988 | 1989 | 1990 | 1991 | 1992 | 1993 | 1994 | 1995 | 1996 | 1997 | 1998 | 1999 | 2000  | SR     | V–P   |
| ------------------- | ---- | ---- | ---- | ---- | ---- | ---- | ---- | ---- | ---- | ---- | ---- | ---- | ---- | ----- | ------ | ----- |
| Australian Open     | A    | 1R   | 2R   | 2R   | A    | 1R   | 1R   | 1R   | 2R   | 3R   | A    | A    | 3R   | QF    | 0 / 10 | 10–10 |
| French Open         | A    | 1R   | 2R   | 1R   | 3R   | 2R   | 1R   | SF   | QF   | 3R   | A    | 2R   | 1R   | SF    | 0 / 12 | 18–12 |
| Wimbledon           | A    | A    | A    | A    | 1R   | 1R   | 2R   | 3R   | 3R   | A    | A    | QF   | 2R   | F     | 0 / 8  | 14–8  |
| US Open             | A    | A    | A    | A    | 1R   | 1R   | 1R   | 1R   | QF   | A    | A    | 3R   | 3R   | Vítěz | 1 / 8  | 13–7  |
| celkem výhry–prohry | 0–0  | 0–2  | 2–2  | 1–2  | 2–3  | 1–4  | 1–4  | 6–4  | 9–4  | 4–2  | 0–0  | 6–4  | 5–4  | 18–3  | 1 / 38 | 55–37 |

| Legenda | Legenda                                   | Legenda | Legenda                     |
| ------- | ----------------------------------------- | ------- | --------------------------- |
| SR      | poměr vyhraných turnajů ku všem odehraným | W–L V–P | výhry–prohry                |
| NH      | daný rok se turnaj nekonal                | A       | turnaje se hráč nezúčastnil |
| 1Q / LQ | prohra v (kole) kvalifikace               | 1k / 1R | prohra v daném kole turnaje |
| QF / ČF | prohra ve čtvrtfinále                     | SF      | prohra v semifinále         |
| F       | prohra ve finále                          | Vítěz   | vítězství v turnaji         |